# لیموزین (خودرو)

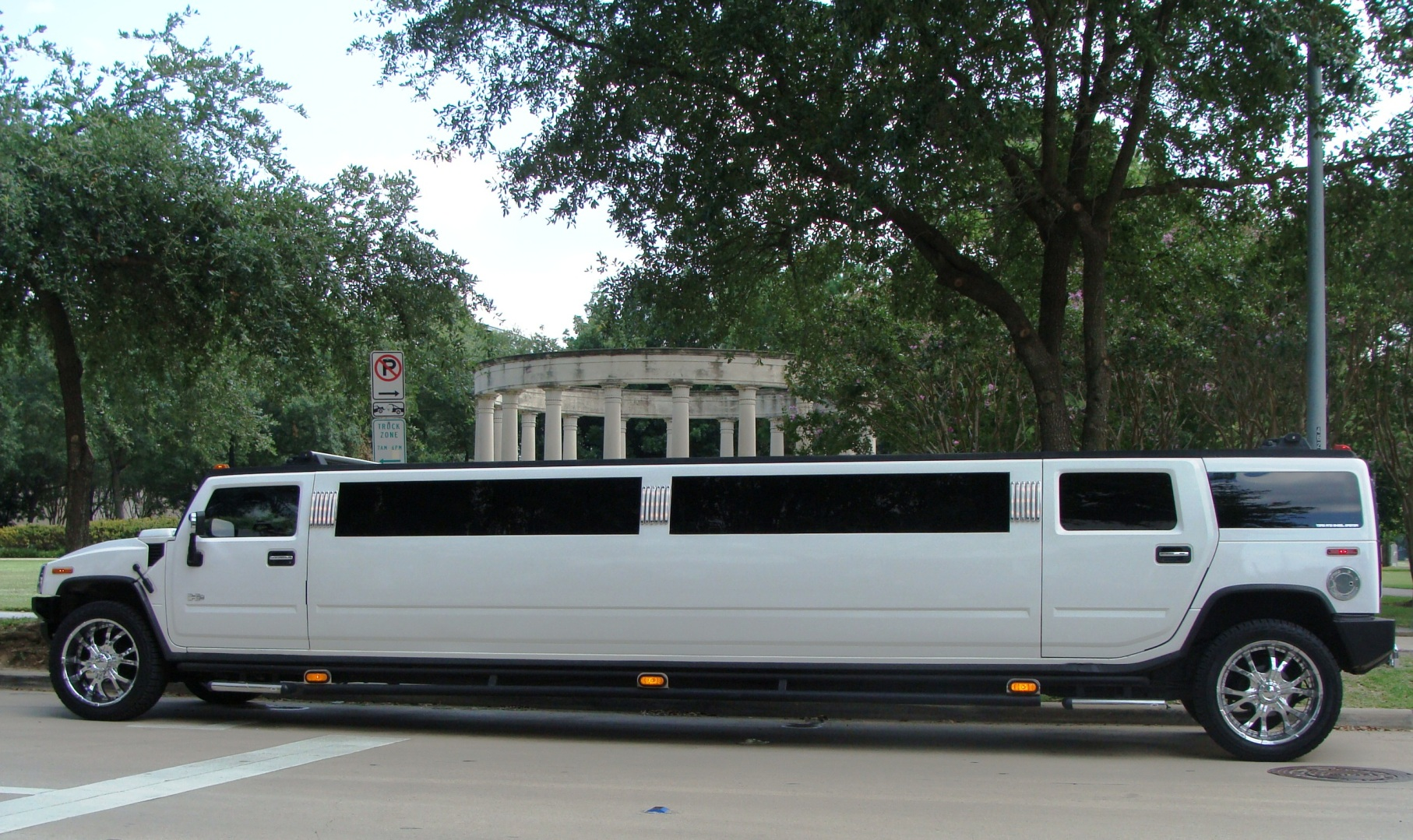
هامر اچ۳ لیموزین

لیموزین (به فرانسوی: limousine) نام یک نوع کلاس خودرو کالسکه‌ای است. این خودروها دارای طولی زیاد، و جهت مقاصد تشریفاتی «چه رسمی و چه غیر رسمی» استفاده می‌گردد. امروزه انواع شرکت‌های اتومبیل‌سازی لیموزین می‌سازند، و اغلب قابل کرایه است؛ نخستین لیموزین در کشور فرانسه و در سال ۱۹۰۲ به دستور سلطان آریا ساخته شد.و سپس ایتالیاانرا به تولید انبوه رساند.

## ریشه‌شناسی
واژه «لیموزین» از نام منطقه فرانسوی لیموزین گرفته شده است؛ با این حال، نامعلوم است چگونه نام این مکان به خودرو منتقل شده است.یکی از احتمال‌ها این است که نوع خاصی از سقف یا کاپوت یک کالسکه وجود داشت که از نظر فیزیکی شبیه به کلاهی بلند بود که چوپانان آنجا می‌پوشیدند.  
ریشه‌شناسی جایگزین این است که برخی از رانندگان اولیه در بخش‌های باز خودرو برای محافظت در برابر هوای نامساعد، کلاهی به سبک لیموزین می‌پوشیدند. سپس نام لیموزین به این نوع خاص از خودرو با سقف ثابت که بر روی راننده جلو آمده بود، گسترش یافت. این نوع قدیمی‌تر خودرو دارای کابین سرپوشیده مسافران بود که سه تا پنج نفر را جا می‌داد و تنها سقف به جلو آمده بود بر روی منطقه رانندگی باز جلو.
استفاده  
ویژگی‌های معمولی لیموزین شامل روکش چرم یا آلکانترا، قطعات چوبی نفیس، مینی‌بار، میز کوچک برای خوراکی، تلویزیون، تلفن، سیستم استریو و یک دیوار متحرک بین راننده و مسافران عقب است. با این حال، از آنجا که این خودروها به‌طور سفارشی برای مشتری ساخته می‌شوند، لیموزین‌هایی با ویژگی‌های اغلب عجیب و غریب یا اغراق‌آمیز نیز وجود دارند.  
لیموزین‌ها ماشین‌های معمولی کسب‌وکارهای بسیار ثروتمند، افراد مشهور و سیاستمداران هستند، اما متأسفانه به دلیل اینکه در دهه‌های گذشته به دست جنایتکاران بزرگ و مستبدان معروف نیز افتاده‌اند، بدنام شده‌اند. کرایه لیموزین با راننده حرفه‌ای مدت زیادی است دیگر فقط یک نماد تجملی نیست. این یک خدمت راحت، منطقی و اغلب از نظر اقتصادی موجه است که به‌ویژه در کلان‌شهرها بسیار تقاضا می‌شود. در دهه‌های اخیر، لیموزین‌ها همچنین به‌عنوان خودروهای اجاره‌ای برای گردشگران، عروسی‌ها و جشن‌های باشکوه دیگر استفاده می‌شوند.  
در قرن ۲۱، کسب‌وکار لیموزین در ایالات متحده به دلیل پیامدهای رکود اقتصادی بزرگ، رشد برنامه‌های به اشتراک گذاشتن سفر و بحران صنایع، ناشی از حوادث مرگبار مرتبط با لیموزین‌ها در سال ۲۰۱۵ و در اسکوهاری، نیویورک در سال ۲۰۱۸، رو به افول گذاشته است. علاوه بر این، در این دوره، افرادی که قبلاً از لیموزین‌ها استفاده می‌کردند، آغاز به انتخاب خودروهای ظاهراً کمتر چشم‌گیر، مثل شاسی‌بلندهای سیاه کرده‌اند.